# 国字
国字（こくじ）は、中国以外の国で作られた、独自の漢字体の文字である。
広義では方言文字・職域文字・個人文字や仮名合字も含む。学者によって定義・解釈が異なり、調査が不十分であるなどの理由から、国字とされる文字にも疑義がある場合が多く、逆に文献・文書の調査が不十分なため漏れた文字も多い。

## 日本の国字
和字・倭字・皇朝造字・和製漢字などとも呼ばれる。会意に倣って作られることが多い。峠（とうげ）・榊（さかき）・畑/畠（はたけ）・辻（つじ）など古く作られたものと、西洋文明の影響で近代に作られた膵（スイ）・腺（セン）・腟 (チツ、本来はシツ)・瓩（キログラム）・粁（キロメートル）・竓（ミリリットル）などがある。主に訓のみであるが、働（はたらく・ドウ）のように音があるものもあり、鋲（ビョウ）・鱇（コウ）など音のみのものもある。「錻」には「錻力」と表記したときの音読み「ブ」と、「錻」一字で表記することで音読みから派生した訓読み「ぶりき」がある。また、匂（匀＋ヒ）の様に構成要素に片仮名が使われる事も有る。
中国などに同じ字体の字があることを知らずに作ったと考えられる文字〔「俥（くるま・じんりきしゃ）」・「閖（ゆり・しなたりくぼ）」・「鯏（あさり）」・「鞄（かばん）」など〕や、漢字に新たな意味を追加したもの〔「森（もり）」・「椿（つばき）」・「沖（おき）」など〕は、国字とは呼ばず、その訓に着目して国訓（こっくん）と呼ばれる。中国などで意味が失われているもの〔「雫（しずく）」など〕は、中国などで失われた意味が日本に残った可能性も否定できず、国訓ともいえない。国訓のある文字に着目して、国訓字と呼ばれることもあるが、一般的ではない。
日本で作られた国字の輸出現象も見られる（「鱈（たら）」など）。また、姓の「畑（はた）」は中国でも日本人の姓を表記するために用いられて、『新華字典』などの字書にも収録されているが、つくり（音符）の「田」の中国語音（tián）で読まれている。
〔「鰮（いわし）」・「鱚（きす）」など〕のように、中国にもともと同じ字体の字があり、日本で使われる意味を加えて使っている字もあるが、これらには、現在は使われなくとも、別に漢字本来の意味があるため、国字とは言えない。
国字かどうかの判断は難しく、「匁」は中国で古くから「銭」の異体字として使われていた字であるために国字ではないが、辞典類ではしばしば国字とされる。

## 朝鮮半島の国字
朝鮮半島でも独自の漢字が作られている。日本の国字と異なり、主に形声に倣って作られている。朝鮮国字の場合、構成要素に漢字の他、ハングルが使われる（ただしハングルそのものは構成要素が漢字とは共通しないので国字とは言えない）。日本同様に漢字に意味を追加したものを朝鮮では国義字といい、音を追加したものを国音字と呼ぶ。

## ベトナムの国字
ベトナム語を表記するために作られた漢字。しかし最近では字体の統一性がないなどの理由から、ラテン文字に立場を取って変わられている。

## その他の地域
女真文字・契丹文字も漢字に倣って作られたが、その民族の国家が滅亡して長期間が経過したためか、国字とは呼ばれない。壮族の作った古壮字も漢字に倣ったものであるが、中国の一少数民族であるためか、国字とは呼ばれない。西夏文字も構成方法は漢字を踏襲しているが、部品が漢字とは共通しないので、国字とは言えない。